# 春寿
春寿（しゅんじゅ、生没年不詳）とは、江戸時代の大坂の浮世絵師。

## 来歴
春梅斎北英の門人、大坂の人。一説には春松斎北寿の前名といわれる。作画期は文政11年（1828年）からその翌年にかけてで、役者絵を描いている。

## 作品
- 「横山大蔵・市川鰕十郎」　大判錦絵　池田文庫所蔵　※文政12年3月、大坂角の芝居『浅草霊験記』より